# Carl Herslow (godsägare)
Jan Carl Herslow, född 14 april 1911 i Lund, död 25 februari 1976 i Svedala församling, var en svensk godsägare. Han var son till Ernst C:son Herslow samt far till Göran och Carl P. Herslow.
Efter studentexamen 1930 genomgick Herslow driftledarkurs vid Alnarp 1933–34, avlade reservofficersexamen 1934 och blev ryttmästare i kavalleriets reserv 1945. Han var godsförvaltare på Lindholmens gård vid Svedala 1934–45 och ägde och bebodde denna gård från 1946. Han var därjämte arrendator av Tofthög från 1936. 
Herslow blev styrelseordförande i Östra Grevie folkhögskola 1944 och vattenrättsnämndeman 1946. Han var senare ordförande i Skånes lantarbetsgivareförening samt styrelseledamot i Svenska lantarbetsgivareföreningen, Skånska hypoteksföreningen, Utsädesbolaget i Svalöv, Minnesbergs Tegelbruks AB och Skandinaviska Bankens lokalkontor.